# TOEFL
Il TOEFL (acronimo per Test of English as a Foreign Language) è una prova di esame che misura le capacità linguistiche inglesi di studenti che non sono di madrelingua inglese.
È richiesto principalmente da college e università statunitensi, inglesi, canadesi, australiani in cui i corsi si svolgono in lingua inglese, ma anche da agenzie governative, organi internazionali e aziende per programmi di scambio o concessione di borse di studio. Assieme all'IELTS è uno dei test più utilizzati nel mondo per la valutazione del livello di competenza della lingua inglese come L2.

## Tipi d'esame
Nel corso del tempo sono state elaborate ed utilizzate tre tipologie differenti d'esame:
PBT (Paper Based Test)
È il test sviluppato originariamente. Basato su domande somministrate in forma cartacea, è stato sostituito progressivamente dai test CBT e iBT e viene erogato solamente in sedi d'esame che non abbiano accesso alle nuove tecnologie informatiche.
CBT (Computer Based Test)
Questa tipologia di test misura la stessa conoscenza della lingua inglese dei test cartacei, ma viene erogata al computer in ambito locale, con l'utilizzo quindi di materiali su CD-ROM fatti pervenire ai centri erogatori. Introdotta inizialmente negli Stati Uniti nel 2001, questa tipologia aveva due principali obiettivi: introdurre elementi adattivi nel test e rendere più flessibile e conveniente l'erogazione delle prove. Contrariamente ai test cartacei, vista l'adattabilità della prova con conseguente numero variabile di domande a seconda delle risposte date dal candidato, il punteggio non è determinato dalla semplice valutazione numerica delle risposte corrette o errate, ma dalla difficoltà delle domande erogate.
iBT (Internet Based test)
Il test erogato tramite Internet è stato introdotto negli Stati Uniti nel settembre 2005 e la sua adozione è stata gradualmente estesa a tutti i centri erogatori del resto del mondo, in sostituzione dei vecchi test cartacei o basati su computer che vengono quindi via via non più erogati. Oltre alle caratteristiche già introdotte nel CBT, sono state introdotte nuove attività come la produzione orale, in modo da misurare con più precisione le capacità di comunicazione del candidato nella vita reale e in ambito universitario.

## Struttura dell'esame iBT
L'esame è diviso in quattro parti in modo da testare le abilità linguistiche di comprensione e produzione sia scritta che orale, con una breve pausa nell'esame tra la sezione di comprensione e quella di produzione.

### Sezione di comprensione

#### Reading (comprensione scritta)
Consiste nella lettura di tre o quattro passaggi lunghi ciascuno dalle 600 alle 700 parole, seguiti da relative domande a risposta multipla. I passaggi sono su argomenti accademici e materiale reperibile in volumi universitari.
Gli studenti devono rispondere a domande riguardanti:
- Stated detail (dettagli espressi)
- Inferences (deduzioni)
- Sentence insertion (inserimento frasi)
- Vocabulary (vocabolario)
- Overall ideas (idee generali)

Sono presenti 36-56 domande e la sessione dura 60-80 minuti a seconda del numero di passaggi.

#### Listening (comprensione orale)
Consiste nell'ascolto di sei lunghi passaggi e relative domande a risposta chiusa. I passaggi consistono in due conversazioni tra studenti e quattro letture e poi discussioni su argomenti accademici.
Gli studenti devono determinare quali sono i dettagli principali.
In totale sono presenti 34 domande. La sessione dura 60 minuti.

### Sezione di produzione

#### Speaking (produzione orale)
Verifica la capacità verbale linguistica dello studente e il grado di comprensione delle varie letture o conversazioni.
È divisa in due parti:
- Independent Task, che consiste nell'argomentare e rispondere a 2 domande che riguardano elementi personali
- Integrated Task, che consiste nel leggere, ascoltare e commentare (esprimendo la propria idea) due passaggi e successivamente nel leggere, ascoltare e commentare altri due lunghi passaggi dando informazioni riguardo a essi.

In totale sono presenti 6 domande. La sessione dura 20 minuti.

#### Writing (produzione scritta)
Verifica l'abilità di scrittura dello studente oltre all'abilità di comprendere letture e ascolti e di compararli.
È divisa in due parti.
- Independent Task, che consiste nell'esprimere una personale opinione riguardo a un determinato argomento o esperienza.
- Integrated Task, che consiste nel leggere e ascoltare un passaggio accademico e spiegare scrivendo come i due testi, sia quello letto sia quello ascoltato, siano correlati tra loro.

In totale sono presenti 2 domande (o compiti). La sessione dura in totale 50 minuti.